# Научный корреспондент
«Научный корреспондент» (также «НаучКор») — российский интернет-проект, платформа для публикации учебных и дипломных студенческих работ. Основная задача проекта: дать возможность студентам — авторам учебных и квалификационных работ — опубликовать свои произведения, чтобы сохранить за собой права на свои тексты, включив их в научный оборот. Площадке также отводится информационная и координационная функция, для установления контактов между будущими специалистами и работодателями.
«Научный корреспондент» также проводит различные конкурсы совместно с различными научными платформами, институтами, фондами и другими изданиями в самых различных тематиках: «Средства массовой информации», «Государство и право», «Юридические, экономические и естественные науки» и многих других. За лучшие работы, исследования и научные статьи авторы становятся обладателями крупного призового фонда.
Главный идеолог и создатель проекта — Иван Засурский, глава «Ассоциации интернет-издателей».
Материалы, опубликованные на «Научном корреспонденте», распространяются по свободной лицензии Creative Commons «Attribution» 4.0 (CC BY 4.0)

## История
«Научный корреспондент» был запущен в рамках масштабного проекта «Востребованное образование», созданного главой «Ассоциации интернет-издателей» Иваном Засурским. 13 марта автор презентовал проект «Востребованное образование» в Общественной палате РФ. Заручившись одобрением членов Общественной палаты, Зусурский получил на реализацию проекта от Общероссийской общественной организацией «Российский Союз Молодёжи» грант в размере 4,5 миллионов рублей. В проект также были вложены средства «Ассоциации интернет-издателей», общая стоимость которых составила около 10 миллионов рублей.
Проект «Востребованное образование» призван повысить открытость и качество образования через публикацию дипломов и внедрение открытых лицензий в качестве правового стандарта научной коммуникации. Технологическая платформа проекта построена на базе проекта Vernsky.ru компании «Новые медиа», в качестве базы научных текстов выступает «КиберЛенинка» — крупнейший в Европе архив научных работ в открытом доступе.
Ресурс «Научный Корреспондент» стал центральным объектом в реализации проекта «Востребованное образование» и результатом сотрудничества «Ассоциации интернет-издателей» и Ассоциации «Открытая наука». Главная задача «Научкора» — дать возможность авторам учебных и квалификационных работ, научных исследований опубликовать свои произведения, чтобы сохранить за собой права на свои тексты, включив их в научный оборот.
Работа над «Научным корреспондентом» ведётся при поддержке Администрации президента, Министерства образования и науки, Рособрнадзора, Министерства связи и массовых коммуникаций, на базе Московского и Санкт-Петербургского университетов с участием Государственной публичной научно-технической библиотеки.
Презентация и открытие бета-версии «Научного корреспондента» состоялась 29 октября 2015 года на журфаке МГУ в рамках празднования дня рождения президента факультета Ясена Николаевича Засурского, который является одним из идеологов проекта.

Надо не пытаться спрятать знания, а создавать открытия. Студенты должны стремиться сделать свои работы такими, чтобы их читали и цитировали другие, чтобы на основе диплома работодатель мог взять их на работу! Уверен, что нет ничего полезнее, чем обращать внимание молодёжи на актуальные проблемы — ведь вполне может быть, что они смогут найти их решение и воплотить его в жизнь.
— Ясен Засурский
Платформа была открыта для всех желающих. Студенты получили возможность самостоятельно загрузить свой диплом или курсовую работу, предоставить её преподавателю онлайн, сформировать портфолио из своих учебных работ (включая презентации, рефераты, курсовые) и диплома, принять участие в конкурсах учебных и квалификационных работ от работодателей.

## Планы
В перспективе «Научный корреспондент» может стать основой для реализации проекта электронного научного издания нового типа (ЭНИНТ). Учебные работы и дипломные исследования, опубликованные под открытыми лицензиями Creative Commons, доступны для рецензирования преподавателями и исследователями, имеющими научные степени, что позволяет считать возможным присвоение учебным работам статуса научной публикации по факту положительных рецензий преподавателей с подтвержденным статусом. Предполагается, что платформа позволит формировать научные журналы по избранной тематике, а также заказывать научный перевод опубликованных материалов.
Согласно замыслу создателей, «Научкор.рф» будет также агрегировать конкурсы работодателей, программы грантовой поддержки молодых учёных и станет одной из основных платформ для рекрутинга в научные, образовательные и общественные организации, компании, корпорации и органы власти молодых специалистов. Опубликованные на сайте материалы будут попадать в крупнейшие цифровые архивы, включая цифровую коллекцию Государственной публичной научно-технической библиотеки и «КиберЛенинку».

Мы надеемся, что нам удастся собирать для зрителей и читателей «Научкора» анонсы свежих материалов лучших научных и научно-популярных изданий, совместно с Яндексом мы надеемся сделать систему научного поиска; классификацию наук по ГРНТИ, вероятно, сменит другой набор категорий, больше ориентированный на междисциплинарные исследования. Публикация рецензий людей с авторизованным статусом позволит присваивать статус научной публикации по факту получения трёх положительных рецензий.
— Иван Засурский
.